# El Cerrito del Arenal
El Cerrito del Arenal är en ort i Mexiko.   Den ligger i kommunen San José Iturbide och delstaten Guanajuato, i den centrala delen av landet, 220 km nordväst om huvudstaden Mexico City. El Cerrito del Arenal ligger 2 126 meter över havet och antalet invånare är 644.
Terrängen runt El Cerrito del Arenal är kuperad åt sydväst, men åt nordost är den platt. Runt El Cerrito del Arenal är det ganska tätbefolkat, med 124 invånare per kvadratkilometer. Närmaste större samhälle är San José Iturbide, 6,3 km nordost om El Cerrito del Arenal. Trakten runt El Cerrito del Arenal består till största delen av jordbruksmark.